# Spiegeleisen

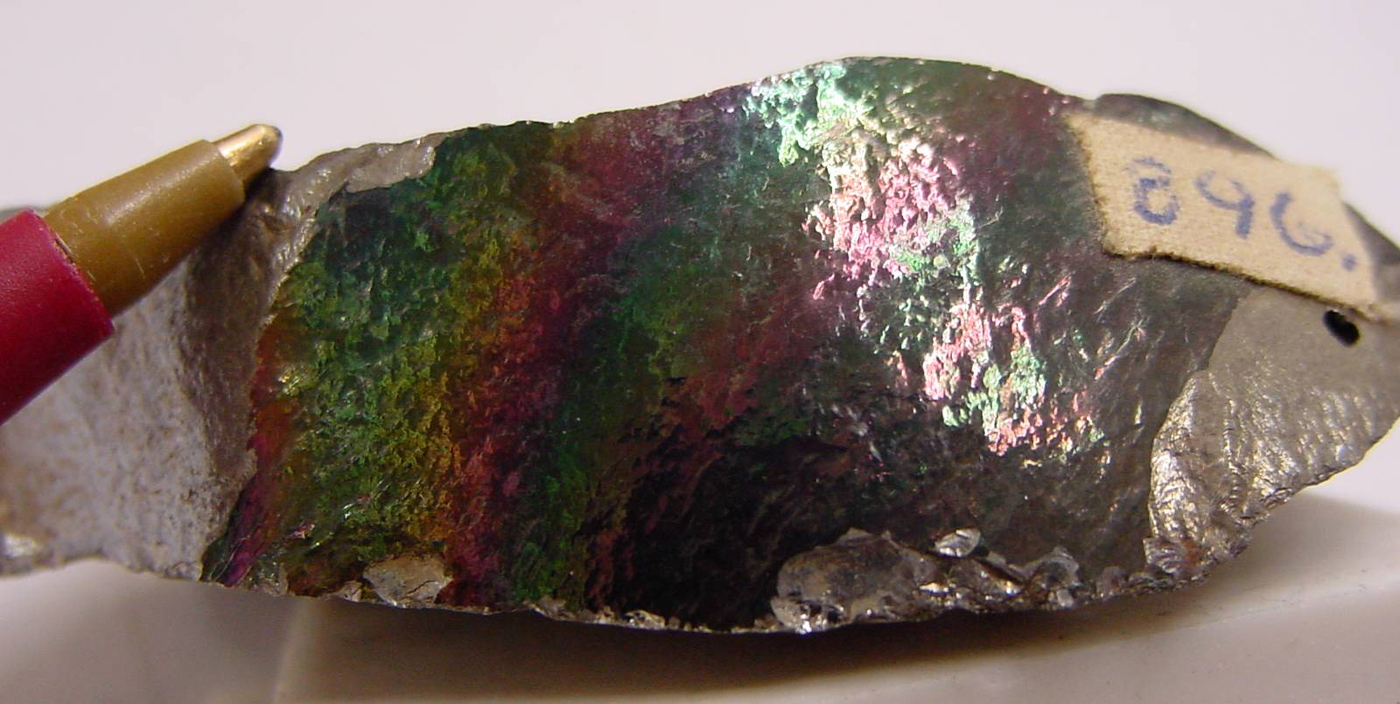
Một mẫu Spiegeleisen.

Spiegeleisen là loại hợp kim sắt cácbon, một dạng gang thỏi hay hợp kim fero có chứa hơn 6% nhưng không quá 30% khối lượng là mangan. Nó có bề mặt khá bóng láng như kính và được dùng nhiều trong ngành luyện thép nhất là trong kỹ thuật Bessemer.

## Lịch sử
Loại hợp kim này được ghi nhận mô tả lần đầu bởi Robert Forester Mushet vào năm 1849 khi ông nhìn thấy nó trong một khối kim loại sáng bóng được gửi đến cho ông từ vùng Rheinpreußen. Vì sự bóng láng của loại hợp kim này ông đã hiểu vì sao nó được gọi là Spiegeleisen hay Spiegelglanz, dù ông chưa biết nên làm gì với nó khi đó. Đến năm 1956 thì Mushet phát hiện ra là loại hợp kim này có khả năng khử oxy trong hợp kim thép được luyện bằng lò Bessemer cũng như loại bỏ được hiện tượng phụt bong bóng khi luyện và làm lưu huỳnh đóng cục lại, việc này đã làm cho kỹ thuật luyện thép Bessemer trở nên thành công và loại hợp kim này bắt đầu được sử dụng trong ngành luyện thép.

## Sử dụng
Loại hợp kim này được dùng trong việc tinh luyện thép nhất là quá trình khử oxy sau khi đã loại bớt được cácbon và silic trong cách luyện của Bessemer. Mangan trong Spiegeleisen sẽ kết hợp với oxy kết tinh lại và nổi lên trên như một loại xỉ trong quá trình nấu chảy nhưng do chính nó cũng chứa một lượng cácbon nhỏ hòa vào trở lại trong vật liệu nên cũng làm cho loại thép được làm ra cứng hơn.